# Heo Sung-tae
Dans ce nom coréen, le nom de famille, Heo, précède le nom personnel.
Heo Sung-tae (coréen : 허성태), né le 20 octobre 1977 à Pusan, est un acteur et mannequin sud-coréen. Il est principalement connu pour ses rôles dans les films sud-coréens The Age of Shadows, The Outlaws et The Fortress ainsi que dans les séries Beyond Evil (en) et Squid Game.

## Biographie
Heo Sung-tae est né à Pusan le 20 octobre 1977. Il est diplômé de l’Université nationale de Pusan.

### Carrière
C’est à l’âge de 33 ans que sa carrière se lance véritablement grâce à une audition organisée par la chaîne de télévision sud-coréenne SBS. À la suite de cette audition réussie, il démissionne et se lance dans une carrière d’acteur. Par la suite, il joue dans de nombreux films et séries notamment The Age of Shadows (밀정), Watcher (en) (왓쳐) et encore Beyond Evil (en) (괴물).
En 2021, Heo Sung-tae apparaît dans la série à succès Squid Game (오징어게임) produite par Netflix dans laquelle il incarne le rôle de Jang Deok-su, un gangster ayant de grandes dettes de jeu. Afin de se préparer pour ce rôle, l’acteur a dû gagner environ 15 kg, ce qui l’a beaucoup affecté physiquement.

### Vie privée
Heo Sung-tae parle couramment le  russe[réf. nécessaire].

## Filmographie
Sauf indication contraire, les informations mentionnées dans cette section peuvent être confirmées par la base de données cinématographiques IMDb,  présente dans la section « Liens externes ».

### Cinéma

#### Longs métrages
- 1990 : Dragon Ball (드래곤볼 싸워라 손오공 이겨라 손오공) : Son Goku
- 2012 : Masquerade (광해: 왕이 된 남자) : alphabet coréen
- 2014 : The Story of Ong-nyeo (옹녀뎐) : résident no 3
- 2014 : The Royal Tailor (상의원) : Officier Jong de Podocheong
- 2015 : Martial Arts Detective: Chinatown (권법형사 : 차이나타운) : sans domicile fixe no 2
- 2016 : The Age of Shadows (밀정) : Ha Il-Soo
- 2017 : The Fortress (남한산성) : Yonggoldae
- 2017 : The Outlaws (범죄도시) : Serpant
- 2017 : The Bros (부라더) : le moine/Hyeong-bae
- 2017 : The Swindlers (꾼) : Jang Du-chil
- 2018 : Rampant (창궐) : Lee Jeong-rang
- 2019 : Mal-Mo-E: The Secret Mission (말모이) : Ueda
- 2019 : The 12th Suspect (열두 번째 용의자) : No Seok Hyun
- 2019 : The Divine Move 2: The Wrathful (신의 한 수: 귀수편) : la « Mauvaise herbe de Pusan »
- 2019 : Black Money (블랙머니) : Professor Choi
- 2019 : Borderliners : jeune homme Kim
- 2022 : Hunt (헌트)  de Lee Jung-jae : Jang Cheol-seong
- 2022 : The Boys (소년들) de Jeong Ji-yeong : l'inspecteur Park

#### Courts métrages
- 2017 : ITAEWON (이태원) de Matthieu Moerlen
- 2018 : Miracle (기적) réalisé par Woollim Entertainment : le professeur de sciences

### Séries télévisées
- 2017 : Witch at Court (en) (마녀의 법정) : Baek Sang-ho (15 épisodes)
- 2018 : Cross (en) (크로스) : Kim Hyung-beom
- 2018 : Your Honor (en) (친애하는 판사님께) : Hong Jung-soo (32 épisodes)
- 2019 : Voice (보이스) : un dealeur (2 épisodes)
- 2019 : Watcher (en) (왓쳐) : Jang Hae Ryong (14 épisodes)
- 2019 : Psychopath Diary (en) (싸이코패스 다이어리) : Jang Chil Seong (7 épisodes)
- 2019 : Beyond Evil (en) (괴물) : Lee Chang Jin (14 épisodes)
- 2021 : Squid Game (오징어게임) : Jang Deok-su, no 101 (7 épisodes)
- 2021 : The Silent Sea (고요의 바다) : Kim Jae-sun
- 2025 : Good Boy (굿보이) :  Ko Man-sik